# Vrigne-aux-Bois
Vrigne-aux-Bois és un municipi francès situat al departament de les Ardenes i a la regió del Gran Est. L'any 2007 tenia 3.499 habitants.

## Demografia

### Població
El 2007 la població de fet de Vrigne-aux-Bois era de 3.499 persones. Hi havia 1.416 famílies de les quals 395 eren unipersonals (133 homes vivint sols i 262 dones vivint soles), 416 parelles sense fills, 472 parelles amb fills i 133 famílies monoparentals amb fills.
La població ha evolucionat segons el següent gràfic:
Habitants censats

### Habitatges
El 2007 hi havia 1.531 habitatges, 1.435 eren l'habitatge principal de la família, 4 eren segones residències i 92 estaven desocupats. 1.025 eren cases i 504 eren apartaments. Dels 1.435 habitatges principals, 822 estaven ocupats pels seus propietaris, 579 estaven llogats i ocupats pels llogaters i 35 estaven cedits a títol gratuït; 18 tenien una cambra, 96 en tenien dues, 222 en tenien tres, 396 en tenien quatre i 702 en tenien cinc o més. 833 habitatges disposaven pel capbaix d'una plaça de pàrquing. A 691 habitatges hi havia un automòbil i a 453 n'hi havia dos o més.

### Piràmide de població
La piràmide de població per edats i sexe el 2009 era:
| Homes | Edats   | Dones |
| ----- | ------- | ----- |
| 0     | 95 o +  | 0     |
| 0     | 90 a 94 | 0     |
| 4     | 85 a 89 | 32    |
| 16    | 80 a 84 | 16    |
| 20    | 75 a 79 | 68    |
| 64    | 70 a 74 | 76    |
| 96    | 65 a 69 | 80    |
| 104   | 60 a 64 | 120   |
| 76    | 55 a 59 | 72    |
| 96    | 50 a 54 | 104   |
| 160   | 45 a 49 | 164   |
| 116   | 40 a 44 | 128   |
| 116   | 35 a 39 | 108   |
| 128   | 30 a 34 | 144   |
| 160   | 25 a 29 | 120   |
| 176   | 20 a 24 | 144   |
| 120   | 15 a 19 | 132   |
| 136   | 10 a 14 | 120   |
| 120   | 5 a 9   | 104   |
| 124   | 0 a 4   | 104   |

## Economia
El 2007 la població en edat de treballar era de 2.266 persones, 1.580 eren actives i 686 eren inactives. De les 1.580 persones actives 1.319 estaven ocupades (756 homes i 563 dones) i 259 estaven aturades (128 homes i 131 dones). De les 686 persones inactives 200 estaven jubilades, 188 estaven estudiant i 298 estaven classificades com a «altres inactius».

### Ingressos
El 2009 a Vrigne-aux-Bois hi havia 1.444 unitats fiscals que integraven 3.509,5 persones, la mediana anual d'ingressos fiscals per persona era de 15.573 €.

### Activitats econòmiques
Dels 147 establiments que hi havia el 2007, 1 era d'una empresa extractiva, 4 d'empreses alimentàries, 1 d'una empresa de fabricació de material elèctric, 27 d'empreses de fabricació d'altres productes industrials, 11 d'empreses de construcció, 25 d'empreses de comerç i reparació d'automòbils, 8 d'empreses de transport, 9 d'empreses d'hostatgeria i restauració, 3 d'empreses d'informació i comunicació, 9 d'empreses financeres, 8 d'empreses immobiliàries, 15 d'empreses de serveis, 17 d'entitats de l'administració pública i 9 d'empreses classificades com a «altres activitats de serveis».
Dels 41 establiments de servei als particulars que hi havia el 2009, 1 era una gendarmeria, 1 oficina de correu, 2 oficines bancàries, 1 funerària, 7 tallers de reparació d'automòbils i de material agrícola, 1 taller d'inspecció tècnica de vehicles, 3 paletes, 1 guixaire pintor, 2 fusteries, 1 lampisteria, 3 electricistes, 1 empresa de construcció, 5 perruqueries, 3 veterinaris, 7 restaurants, 1 agència immobiliària i 1 saló de bellesa.
Dels 8 establiments comercials que hi havia el 2009, 3 eren supermercats, 3 fleques, 1 una peixateria i 1 una joieria.
L'any 2000 a Vrigne-aux-Bois hi havia 8 explotacions agrícoles que ocupaven un total de 505 hectàrees.

## Equipaments sanitaris i escolars
El 2009 hi havia 2 farmàcies i 1 ambulància.
El 2009 hi havia 1 escola maternal i 3 escoles elementals. Vrigne-aux-Bois disposava d'un col·legi d'educació secundària amb 416 alumnes.

## Poblacions més properes
El següent diagrama mostra les poblacions més properes.